# Marmorskinn
Marmorskinn (Athelopsis lacerata) är en svampart som först beskrevs av Viktor Litschauer, och fick sitt nu gällande namn av J. Erikss. & Ryvarden 1973. Marmorskinn ingår i släktet Athelopsis och familjen Atheliaceae.  Arten är reproducerande i Sverige. Inga underarter finns listade i Catalogue of Life.